# Coppa Italia 2001-2002 (hockey in-line)
La Coppa Italia 2001-2002 è stata la 3ª edizione della principale coppa nazionale italiana di hockey in-line. È stata disputata dal 9 novembre al 9 dicembre 2001. 
Il Polet Trieste si è aggiudicato il trofeo per la seconda volta nella sua storia sconfiggendo in finale il New Trefor Milano.

## Partite

### Prima fase a gironi

#### Girone A
Il girone A fu disputato dal 9 all'11 novembre 2001 a Milano.
| Squadra               | Pt | G | V | N | P | GF | GS | DG  |
| --------------------- | -- | - | - | - | - | -- | -- | --- |
| New Trefor Milano     | 12 | 4 | 4 | 0 | 0 | 33 | 7  | +26 |
| Monza                 | 9  | 4 | 3 | 0 | 1 | 27 | 14 | +13 |
| Roller Amatori Milano | 4  | 4 | 1 | 1 | 2 | 17 | 28 | -11 |
| All Blacks Monza      | 3  | 4 | 1 | 0 | 3 | 16 | 33 | -17 |
| Zanzare Merate        | 1  | 4 | 0 | 1 | 3 | 11 | 22 | -11 |

| Data    | Incontri                               | Risultato |
|         |                                        |           |
| 9 nov.  | New Trefor Milano-All Blacks Monza     | 12-2      |
| 9 nov.  | Roller Amatori Milano-Monza            | 1-12      |
| 9 nov.  | Zanzare Merate-All Blacks Monza        | 4-7       |
| 9 nov.  | New Trefor Milano-Zanzare Merate       | 6-0       |
| 10 nov. | All Blacks Monza-Roller Amatori Milano | 2-9       |

| Data    | Incontri                                | Risultato |
|         |                                         |           |
| 10 nov. | Monza-Zanzare Merate                    | 5-3       |
| 10 nov. | New Trafor Milano-Roller Amatori Milano | 10-3      |
| 10 nov. | All Blacks Monza-Monza                  | 5-8       |
| 11 nov. | Roller Amatori Milano-Zanzare Merate    | 4-4       |
| 11 nov. | New Trafor Milano-Monza                 | 5-2       |

| Data    | Incontri                               | Risultato |
|         |                                        |           |
| 9 nov.  | New Trefor Milano-All Blacks Monza     | 12-2      |
| 9 nov.  | Roller Amatori Milano-Monza            | 1-12      |
| 9 nov.  | Zanzare Merate-All Blacks Monza        | 4-7       |
| 9 nov.  | New Trefor Milano-Zanzare Merate       | 6-0       |
| 10 nov. | All Blacks Monza-Roller Amatori Milano | 2-9       |

| Data    | Incontri                                | Risultato |
|         |                                         |           |
| 10 nov. | Monza-Zanzare Merate                    | 5-3       |
| 10 nov. | New Trafor Milano-Roller Amatori Milano | 10-3      |
| 10 nov. | All Blacks Monza-Monza                  | 5-8       |
| 11 nov. | Roller Amatori Milano-Zanzare Merate    | 4-4       |
| 11 nov. | New Trafor Milano-Monza                 | 5-2       |

#### Girone B
Il girone B fu disputato dal 9 all'11 novembre 2001 a Rivoli.
| Squadra           | Pt | G | V | N | P | GF | GS | DG  |
| ----------------- | -- | - | - | - | - | -- | -- | --- |
| Draghi Torino     | 9  | 3 | 3 | 0 | 0 | 34 | 6  | +28 |
| Alessandria       | 6  | 3 | 2 | 0 | 1 | 11 | 10 | +1  |
| Pianezza          | 3  | 3 | 1 | 0 | 2 | 9  | 19 | -10 |
| Undertakers Arona | 0  | 3 | 0 | 0 | 3 | 7  | 26 | -19 |

| Data    | Incontri                      | Risultato |
|         |                               |           |
| 9 nov.  | Pianezza-Draghi Torino        | 2-10      |
| 9 nov.  | Undertakers Arona-Alessandria | 0-5       |
| 10 nov. | Pianezza-Undertakers Arona    | 6-5       |

| Data    | Incontri                        | Risultato |
|         |                                 |           |
| 10 nov. | Draghi Torino-Alessandria       | 9-2       |
| 11 nov. | Draghi Torino-Undertakers Arona | 15-2      |
| 11 nov. | Pianezza-Alessandria            | 1-4       |

| Data    | Incontri                      | Risultato |
|         |                               |           |
| 9 nov.  | Pianezza-Draghi Torino        | 2-10      |
| 9 nov.  | Undertakers Arona-Alessandria | 0-5       |
| 10 nov. | Pianezza-Undertakers Arona    | 6-5       |

| Data    | Incontri                        | Risultato |
|         |                                 |           |
| 10 nov. | Draghi Torino-Alessandria       | 9-2       |
| 11 nov. | Draghi Torino-Undertakers Arona | 15-2      |
| 11 nov. | Pianezza-Alessandria            | 1-4       |

#### Girone C
Il girone C fu disputato dal 9 all'11 novembre 2001 a Spinea.
| Squadra          | Pt | G | V | N | P | GF | GS | DG |
| ---------------- | -- | - | - | - | - | -- | -- | -- |
| Asiago Vipers    | 6  | 3 | 2 | 0 | 1 | 16 | 7  | +9 |
| Islanders Spinea | 6  | 3 | 2 | 0 | 1 | 11 | 8  | +3 |
| Diavoli Vicenza  | 3  | 3 | 1 | 0 | 2 | 11 | 15 | -4 |
| Marca Trevigiana | 3  | 3 | 1 | 0 | 2 | 9  | 17 | -8 |

| Data    | Incontri                          | Risultato |
|         |                                   |           |
| 9 nov.  | Islanders Spinea-Marca Trevigiana | 5-2       |
| 9 nov.  | Asiago Vipers-Diavoli Vicenza     | 4-5       |
| 10 nov. | Islanders Spinea-Diavoli Vicenza  | 6-2       |

| Data    | Incontri                         | Risultato |
|         |                                  |           |
| 10 nov. | Marca Trevigiana-Asiago Vipers   | 2-8       |
| 11 nov. | Marca Trevigiana-Diavoli Vicenza | 5-4       |
| 11 nov. | Asiago Vipers-Islanders Spinea   | 4-0       |

| Data    | Incontri                          | Risultato |
|         |                                   |           |
| 9 nov.  | Islanders Spinea-Marca Trevigiana | 5-2       |
| 9 nov.  | Asiago Vipers-Diavoli Vicenza     | 4-5       |
| 10 nov. | Islanders Spinea-Diavoli Vicenza  | 6-2       |

| Data    | Incontri                         | Risultato |
|         |                                  |           |
| 10 nov. | Marca Trevigiana-Asiago Vipers   | 2-8       |
| 11 nov. | Marca Trevigiana-Diavoli Vicenza | 5-4       |
| 11 nov. | Asiago Vipers-Islanders Spinea   | 4-0       |

#### Girone D
Il girone D fu disputato dal 9 all'11 novembre 2001 a Pieris.
| Squadra             | Pt | G | V | N | P | GF | GS | DG  |
| ------------------- | -- | - | - | - | - | -- | -- | --- |
| Polet Trieste       | 9  | 3 | 3 | 0 | 0 | 40 | 3  | +37 |
| Ghosts Padova       | 6  | 3 | 2 | 0 | 1 | 22 | 11 | +11 |
| Pattinatori Estensi | 3  | 3 | 1 | 0 | 2 | 4  | 28 | -24 |
| Udine               | 0  | 3 | 0 | 0 | 3 | 7  | 31 | -24 |

| Data    | Incontri              | Risultato |
|         |                       |           |
| 9 nov.  | Polet Trieste-Udine   | 16-1      |
| 9 nov.  | Ghosts Padova-Ferrara | 8-1       |
| 10 nov. | Polet Trieste-Ferrara | 17-0      |

| Data    | Incontri                    | Risultato |
|         |                             |           |
| 10 nov. | Udine-Ghosts Padova         | 3-12      |
| 11 nov. | Ferrara-Udine               | 4-3       |
| 11 nov. | Polet Trieste-Ghosts Padova | 7-2       |

| Data    | Incontri              | Risultato |
|         |                       |           |
| 9 nov.  | Polet Trieste-Udine   | 16-1      |
| 9 nov.  | Ghosts Padova-Ferrara | 8-1       |
| 10 nov. | Polet Trieste-Ferrara | 17-0      |

| Data    | Incontri                    | Risultato |
|         |                             |           |
| 10 nov. | Udine-Ghosts Padova         | 3-12      |
| 11 nov. | Ferrara-Udine               | 4-3       |
| 11 nov. | Polet Trieste-Ghosts Padova | 7-2       |

#### Girone E
Il girone E fu disputato dal 9 all'11 novembre 2001 a Modena.
| Squadra            | Pt | G | V | N | P | GF | GS | DG  |
| ------------------ | -- | - | - | - | - | -- | -- | --- |
| Invicta Modena     | 7  | 3 | 2 | 1 | 0 | 21 | 10 | +11 |
| Libertas Forlì     | 7  | 3 | 2 | 1 | 0 | 15 | 6  | +9  |
| Falchi Parma       | 3  | 3 | 1 | 0 | 2 | 13 | 16 | -3  |
| Braccobaldo Napoli | 0  | 3 | 0 | 0 | 3 | 7  | 24 | -17 |

| Data    | Incontri                          | Risultato |
|         |                                   |           |
| 9 nov.  | Falchi Parma-Braccobaldo Napoli   | 8-2       |
| 9 nov.  | Braccobaldo Napoli-Invicta Modena | 2-9       |
| 10 nov. | Libertas Forlì-Braccobaldo Napoli | 7-3       |

| Data    | Incontri                      | Risultato |
|         |                               |           |
| 10 nov. | Falchi Parma-Invicta Modena   | 5-9       |
| 11 nov. | Falchi Parma-Libertas Forlì   | 0-5       |
| 11 nov. | Invicta Modena-Libertas Forlì | 3-3       |

| Data    | Incontri                          | Risultato |
|         |                                   |           |
| 9 nov.  | Falchi Parma-Braccobaldo Napoli   | 8-2       |
| 9 nov.  | Braccobaldo Napoli-Invicta Modena | 2-9       |
| 10 nov. | Libertas Forlì-Braccobaldo Napoli | 7-3       |

| Data    | Incontri                      | Risultato |
|         |                               |           |
| 10 nov. | Falchi Parma-Invicta Modena   | 5-9       |
| 11 nov. | Falchi Parma-Libertas Forlì   | 0-5       |
| 11 nov. | Invicta Modena-Libertas Forlì | 3-3       |

#### Girone F
Il girone F fu disputato dal 9 all'11 novembre 2001 a Forte dei Marmi.
- Gruppo 1

| Squadra          | Pt | G | V | N | P | GF | GS | DG |
| ---------------- | -- | - | - | - | - | -- | -- | -- |
| Versilia         | 6  | 2 | 2 | 0 | 0 | 11 | 6  | +5 |
| Aurora Scandicci | 3  | 2 | 1 | 0 | 1 | 7  | 5  | +2 |
| Skating Savona   | 0  | 2 | 0 | 0 | 2 | 8  | 15 | -7 |

| Data   | Incontri                        | Risultato |
|        |                                 |           |
| 9 nov. | Aurora Scandicci-Skating Savona | 6-3       |
| 9 nov. | Versilia-Aurora Scandicci       | 2-1       |

| Data    | Incontri                | Risultato |
|         |                         |           |
| 10 nov. | Versilia-Skating Savona | 9-5       |

| Data   | Incontri                        | Risultato |
|        |                                 |           |
| 9 nov. | Aurora Scandicci-Skating Savona | 6-3       |
| 9 nov. | Versilia-Aurora Scandicci       | 2-1       |

| Data    | Incontri                | Risultato |
|         |                         |           |
| 10 nov. | Versilia-Skating Savona | 9-5       |

- Gruppo 2

| Squadra              | Pt | G | V | N | P | GF | GS | DG  |
| -------------------- | -- | - | - | - | - | -- | -- | --- |
| Wild Boars Grosseto  | 6  | 2 | 2 | 0 | 0 | 23 | 2  | +21 |
| Lions Arezzo         | 3  | 2 | 1 | 0 | 1 | 11 | 8  | +3  |
| Black Eagles Genzano | 0  | 2 | 0 | 0 | 2 | 2  | 26 | -24 |

| Data   | Incontri                                 | Risultato |
|        |                                          |           |
| 9 nov. | Wild Boars Grosseto-Black Eagles Genzano | 17-0      |
| 9 nov. | Black Eagles Genzano-Lions Arezzo        | 2-9       |

| Data    | Incontri                         | Risultato |
|         |                                  |           |
| 10 nov. | Wild Boars Grosseto-Lions Arezzo | 6-2       |

| Data   | Incontri                                 | Risultato |
|        |                                          |           |
| 9 nov. | Wild Boars Grosseto-Black Eagles Genzano | 17-0      |
| 9 nov. | Black Eagles Genzano-Lions Arezzo        | 2-9       |

| Data    | Incontri                         | Risultato |
|         |                                  |           |
| 10 nov. | Wild Boars Grosseto-Lions Arezzo | 6-2       |

- Finale

| Squadra 1        | Risultato | Squadra 2           |
| ---------------- | --------- | ------------------- |
| 11 novembre 2001 |           |                     |
| Versilia         | 8 - 4     | Wild Boars Grosseto |

#### Girone G
Il girone G fu disputato dal 10 all'11 novembre 2001 a San Benedetto del Tronto.
- Semifinale

| Squadra 1                | Risultato | Squadra 2 |
| ------------------------ | --------- | --------- |
| 10 novembre 2001         |           |           |
| Roll Shark San Benedetto | 3 - 2     | Taranto   |

- Finale

| Squadra 1                 | Risultato | Squadra 2                |
| ------------------------- | --------- | ------------------------ |
| 11 novembre 2001          |           |                          |
| Pattinatori San Benedetto | 2 - 1     | Roll Shark San Benedetto |

#### Girone H
Il girone H fu disputato dal 9 all'11 novembre 2001 a Catona.
| Squadra                   | Pt | G | V | N | P | GF | GS | DG  |
| ------------------------- | -- | - | - | - | - | -- | -- | --- |
| Azzurrina Reggio Calabria | 9  | 3 | 3 | 0 | 0 | 46 | 9  | +37 |
| Genius Milazzo            | 0  | 3 | 0 | 0 | 3 | 3  | 40 | -37 |
| Aquile Messina            | 3  | 3 | 1 | 0 | 2 | 16 | 36 | -20 |
| Wild Boys Noto            | 6  | 3 | 2 | 0 | 1 | 34 | 14 | +20 |

| Data    | Incontri                                 | Risultato |
|         |                                          |           |
| 9 nov.  | Aquile Messina-Wild Boys Noto            | 4-14      |
| 9 nov.  | Azzurrina Reggio Calabria-Genius Milazzo | 16-1      |
| 10 nov. | Aquile Messina-Genius Milazzo            | 8-2       |

| Data    | Incontri                                 | Risultato |
|         |                                          |           |
| 10 nov. | Azzurrina Reggio Calabria-Wild Boys Noto | 10-4      |
| 11 nov. | Wild Boys Noto-Genius Milazzo            | 16-0      |
| 11 nov. | Azzurrina Reggio Calabria-Aquile Messina | 20-4      |

| Data    | Incontri                                 | Risultato |
|         |                                          |           |
| 9 nov.  | Aquile Messina-Wild Boys Noto            | 4-14      |
| 9 nov.  | Azzurrina Reggio Calabria-Genius Milazzo | 16-1      |
| 10 nov. | Aquile Messina-Genius Milazzo            | 8-2       |

| Data    | Incontri                                 | Risultato |
|         |                                          |           |
| 10 nov. | Azzurrina Reggio Calabria-Wild Boys Noto | 10-4      |
| 11 nov. | Wild Boys Noto-Genius Milazzo            | 16-0      |
| 11 nov. | Azzurrina Reggio Calabria-Aquile Messina | 20-4      |

### Seconda fase a gironi

#### Girone A
Il girone A fu disputato dal 24 al 25 novembre 2001 a Milano.
| Squadra                   | Pt | G | V | N | P | GF | GS | DG  |
| ------------------------- | -- | - | - | - | - | -- | -- | --- |
| New Trefor Milano         | 9  | 3 | 3 | 0 | 0 | 26 | 10 | +16 |
| Asiago Vipers             | 6  | 3 | 2 | 0 | 1 | 23 | 16 | +7  |
| Invicta Modena            | 3  | 3 | 1 | 0 | 2 | 18 | 22 | -4  |
| Pattinatori San Benedetto | 0  | 3 | 0 | 0 | 3 | 6  | 25 | -19 |

| Data    | Incontri                           | Risultato |
|         |                                    |           |
| 24 nov. | HP San Benedetto-Invicta Modena    | 3-8       |
| 24 nov. | New Trefor Milano-HP San Benedetto | 10-2      |
| 25 nov. | Invicta Modena-Asiago Vipers       | 8-10      |

| Data    | Incontri                         | Risultato |
|         |                                  |           |
| 25 nov. | New Trefor Milano-Invicta Modena | 9-2       |
| 25 nov. | HP San Benedetto-Asiago Vipers   | 1-7       |
| 25 nov. | New Trefor Milano-Asiago Vipers  | 7-6       |

| Data    | Incontri                           | Risultato |
|         |                                    |           |
| 24 nov. | HP San Benedetto-Invicta Modena    | 3-8       |
| 24 nov. | New Trefor Milano-HP San Benedetto | 10-2      |
| 25 nov. | Invicta Modena-Asiago Vipers       | 8-10      |

| Data    | Incontri                         | Risultato |
|         |                                  |           |
| 25 nov. | New Trefor Milano-Invicta Modena | 9-2       |
| 25 nov. | HP San Benedetto-Asiago Vipers   | 1-7       |
| 25 nov. | New Trefor Milano-Asiago Vipers  | 7-6       |

#### Girone B
Il girone B fu disputato dal 24 al 25 novembre 2001 a Forte dei Marmi.
| Squadra                   | Pt | G | V | N | P | GF | GS | DG  |
| ------------------------- | -- | - | - | - | - | -- | -- | --- |
| Polet Trieste             | 9  | 3 | 3 | 0 | 0 | 24 | 4  | +20 |
| Draghi Torino             | 6  | 3 | 2 | 0 | 1 | 16 | 14 | +2  |
| Azzurrina Reggio Calabria | 3  | 3 | 1 | 0 | 2 | 12 | 18 | -6  |
| Versilia                  | 0  | 3 | 0 | 0 | 3 | 9  | 25 | -16 |

| Data    | Incontri                           | Risultato |
|         |                                    |           |
| 24 nov. | Versilia-Azzurrina Reggio Calabria | 4-7       |
| 24 nov. | Draghi Torino-Polet Trieste        | 2-6       |
| 25 nov. | Versilia-Draghi Torino             | 5-10      |

| Data    | Incontri                                | Risultato |
|         |                                         |           |
| 25 nov. | Azzurrina Reggio Calabria-Draghi Torino | 3-4       |
| 25 nov. | Azzurrina Reggio Calabria-Polet Trieste | 2-10      |
| 25 nov. | Polet Trieste-Versilia                  | 8-0       |

| Data    | Incontri                           | Risultato |
|         |                                    |           |
| 24 nov. | Versilia-Azzurrina Reggio Calabria | 4-7       |
| 24 nov. | Draghi Torino-Polet Trieste        | 2-6       |
| 25 nov. | Versilia-Draghi Torino             | 5-10      |

| Data    | Incontri                                | Risultato |
|         |                                         |           |
| 25 nov. | Azzurrina Reggio Calabria-Draghi Torino | 3-4       |
| 25 nov. | Azzurrina Reggio Calabria-Polet Trieste | 2-10      |
| 25 nov. | Polet Trieste-Versilia                  | 8-0       |

### Final four
La Final Four della manifestazione si è disputata dall'8 al 9 dicembre 2001 presso la Pista Armeni di Follonica.
|  | Semifinali        | Semifinali        | Semifinali        |                   |               | Finale 1º posto | Finale 1º posto | Finale 1º posto |  |
|  |                   |                   |                   |                   |               |                 |                 |                 |  |
|  | New Trefor Milano | New Trefor Milano | 8                 |                   |               |                 |                 |                 |  |
|  | New Trefor Milano | New Trefor Milano | 8                 |                   |               |                 |                 |                 |  |
|  | Draghi Torino     | Draghi Torino     | 5                 |                   |               |                 |                 |                 |  |
|  | Draghi Torino     | Draghi Torino     | 5                 |                   | Polet Trieste | Polet Trieste   | 5               |                 |  |
|  |                   |                   |                   |                   | Polet Trieste | Polet Trieste   | 5               |                 |  |
|  |                   |                   | New Trefor Milano | New Trefor Milano | 0             |                 |                 |                 |  |
|  | Polet Trieste     | Polet Trieste     | New Trefor Milano | New Trefor Milano | 0             | 11              |                 |                 |  |
|  | Polet Trieste     | Polet Trieste     |                   |                   |               | 11              |                 |                 |  |
|  | Asiago Vipers     | Asiago Vipers     | 4                 |                   |               | Finale 3º posto | Finale 3º posto | Finale 3º posto |  |
|  | Asiago Vipers     | Asiago Vipers     | 4                 |                   |               |                 |                 |                 |  |
|  |                   |                   |                   |                   |               |                 |                 |                 |  |
|  |                   |                   |                   |                   |               | Draghi Torino   | Draghi Torino   | 9               |  |
|  |                   |                   |                   |                   |               | Draghi Torino   | Draghi Torino   | 9               |  |
|  |                   |                   |                   |                   |               | Asiago Vipers   | Asiago Vipers   | 5               |  |